# Síndrome de Rapunzel

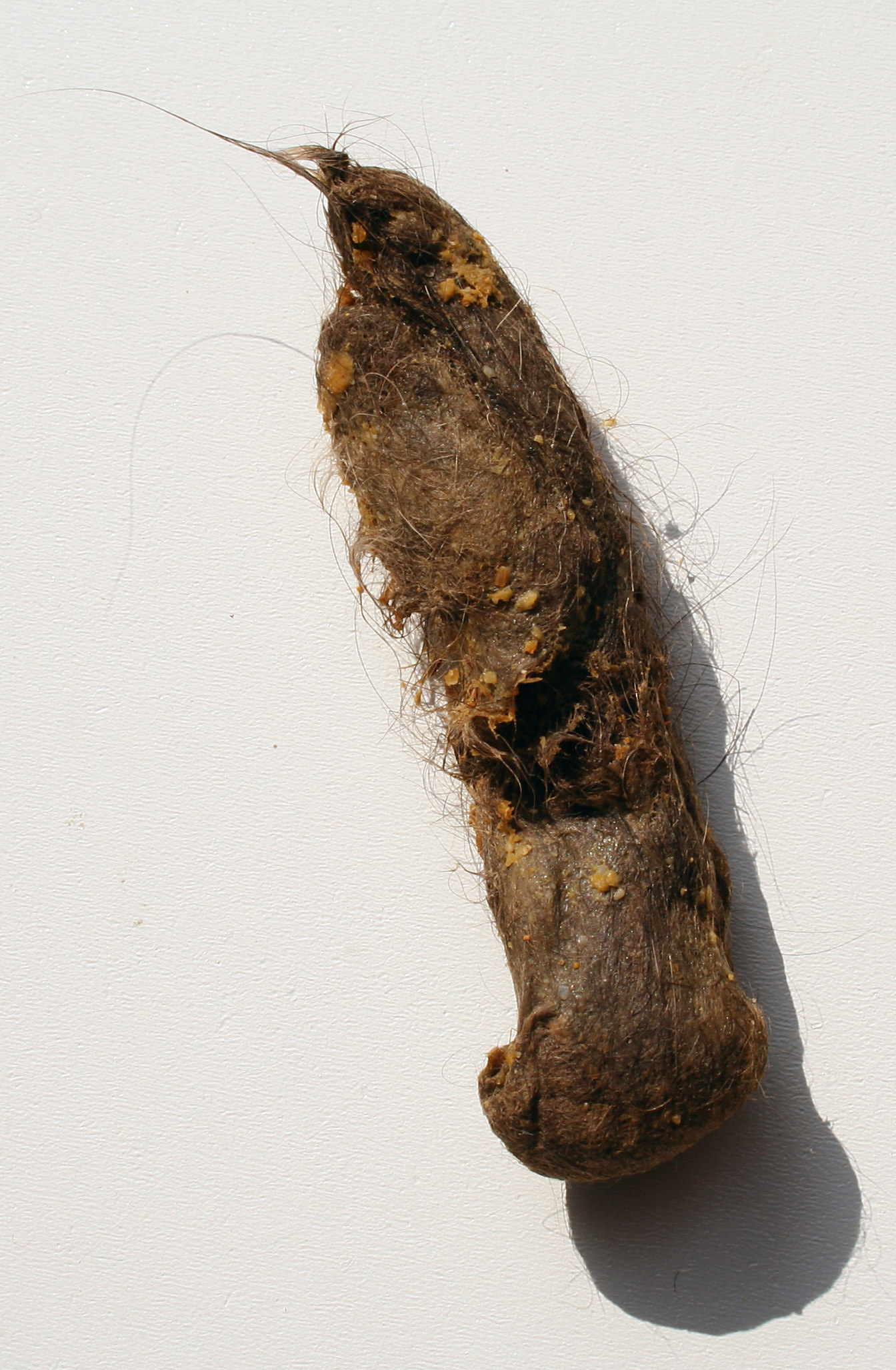
Un tipo de bezoar que puede obstruir el paso intestinal.

El síndrome de Rapunzel es una condición intestinal extremadamente rara que resulta de la ingestión del propio cabello (tricofagia). El síndrome recibe su nombre del personaje de los cuentos de los Hermanos Grimm. En algunas ocasiones, la tricofagia está asociada con la tricotilomanía.

## Signos y síntomas
Las características del síndrome incluyen:
- El cuerpo de un tricobezoar localizado en el estómago y su cola (de allí la referencia a Rapunzel) en el intestino o en el colon derecho.
- Obstrucción intestinal.
- Regularmente ocurre en pacientes psiquiátricos.
- Tricotilomanía.

## Tratamiento
Dado que el tracto gastrointestinal humano es incapaz de digerir el cabello, el tricobezoar debe ser removido quirúrgicamente. En ciertos casos, los pacientes requieren de una evaluación y tratamiento psiquiátrico debido a su asociación con trastornos del control de impulsos, como la tricotilomanía.